# Веселин Пандиловски
Веселин Пандиловски (на македонска литературна норма: Веселин Пандиловски) е политик от Народна република Македония, Федерална Югославия.

## Биография
Роден е в Пожаране. Работи като дърводелец. Един от основателите е на секция на Югославската комунистическа партия в Тетово в 1919 година и участник във всичките ѝ акции до Втората световна война. По време на Втората световна война е комунистически партизанин. След войната е председател на общинския комитет в Тетово. След това до пенсионирането си е директор на предприятието „Отпад“.